# Narciarski bieg na orientację na zimowych światowych wojskowych igrzyskach sportowych

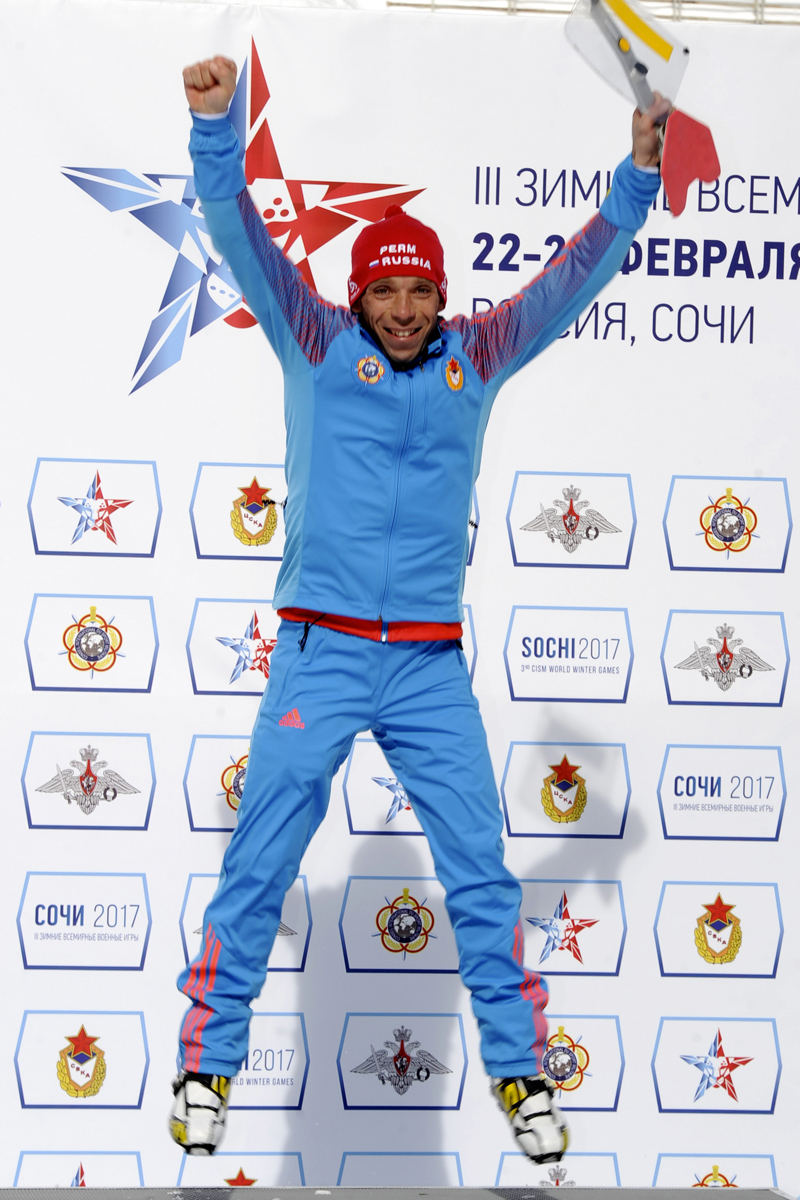
Soczi 2017. Rosyjski multimedalista Eduard Chrennikow (8 złotych medali).

Narciarski bieg na orientację na zimowych światowych wojskowych igrzyskach sportowych – jako jedna z zimowych dyscyplin sportowych zadebiutowała w dniu 23 marca 2010 na zimowych igrzyskach wojskowych w miejscowości Cogne położonej na terenie parku Gran Paradiso w regionie Dolina Aosty we Włoszech. Konkurencje indywidualne wygrali wówczas aktualni mistrzowie świata u kobiet Francuzka Christelle Gros, a u mężczyzn Rosjanin Eduard Chrennikow.

## Edycje
| Edycja | Data                      | Miejscowość                | Kraj    | Liczba konkurencji |
| ------ | ------------------------- | -------------------------- | ------- | ------------------ |
| 1.     | 23.03.2010 (szczegóły)    | Dolina Aosty (Cogne)       | Włochy  | 4                  |
| 2.     | 26–27.03.2013 (szczegóły) | Annecy i Chamonix          | Francja | 4                  |
| 3.     | 25–27.02.2017 (szczegóły) | Soczi (Łaura)              | Rosja   | 8                  |
| 4.     | 23–29.03.2021 (szczegóły) | Berchtesgaden i Ruhpolding | Niemcy  |                    |

## Konkurencje
W programach igrzysk wojskowych jest podział dyscypliny na konkurencje męskie i damskie (od 2017 roku włączono dwie nowe zespołowe konkurencję – sztafetę oraz sprint drużynowy). Podczas zimowych igrzysk wojskowych zawodnicy i zawodniczki aktualnie rywalizują w ośmiu konkurencjach.
Aktualne konkurencje rozgrywane na zimowych igrzyskach wojskowych:
- sprint indywidualny
- bieg średni indywidualny
- sprint drużynowy (sprint + bieg średni)
- sztafeta kobiet
- sprint indywidualny
- bieg średni indywidualny
- sprint drużynowy (sprint + bieg średni)
- sztafeta mężczyzn

## Tabela medalowa wszech czasów
Multimedalistą wśród mężczyzn jest Rosjanin Eduard Chrennikow, który startując w latach 2010–2017 brał udział w zdobyciu wszystkich ośmiu złotych medali na zimowych igrzyskach wojskowych (100% skuteczność).

### Klasyfikacja medalowa lata 2010–2017
| Miejsce           | Reprezentacja     | Złoto | Srebro | Brąz | Razem |
| ----------------- | ----------------- | ----- | ------ | ---- | ----- |
| 1                 | Rosja             | 13    | 6      | 5    | 24    |
| 2                 | Francja           | 3     | 2      | 4    | 9     |
| 3                 | Bułgaria          | 0     | 3      | 1    | 4     |
| 4                 | Norwegia          | 0     | 3      | 0    | 3     |
| 5                 | Finlandia         | 0     | 1      | 2    | 3     |
| 5                 | Kazachstan        | 0     | 1      | 2    | 3     |
| 7                 | Litwa             | 0     | 0      | 1    | 1     |
| 7                 | Szwajcaria        | 0     | 0      | 1    | 1     |
| Ogółem (8 państw) | Ogółem (8 państw) | 16    | 16     | 16   | 48    |

| Lp.               | Reprezentacja     | Złoto | Srebro | Brąz | Razem |
| ----------------- | ----------------- | ----- | ------ | ---- | ----- |
| 1                 | Rosja             | 8     | 0      | 4    | 12    |
| 2                 | Bułgaria          | 0     | 3      | 0    | 3     |
| 3                 | Norwegia          | 0     | 3      | 0    | 3     |
| 4                 | Finlandia         | 0     | 1      | 2    | 3     |
| 5                 | Francja           | 0     | 1      | 1    | 2     |
| 6                 | Szwajcaria        | 0     | 0      | 1    | 1     |
| Ogółem (6 państw) | Ogółem (6 państw) | 8     | 8      | 8    | 24    |

| Lp.               | Reprezentacja     | Złoto | Srebro | Brąz | Razem |
| ----------------- | ----------------- | ----- | ------ | ---- | ----- |
| 1                 | Rosja             | 5     | 6      | 1    | 12    |
| 2                 | Francja           | 3     | 1      | 3    | 7     |
| 3                 | Kazachstan        | 0     | 1      | 2    | 3     |
| 4                 | Bułgaria          | 0     | 0      | 1    | 1     |
| 4                 | Słowenia          | 0     | 0      | 1    | 1     |
| Ogółem (5 państw) | Ogółem (5 państw) | 8     | 8      | 8    | 24    |